# سرزمین ملکه الیزابت
سرزمین ملکه الیزابت نام داده شده به بخش سابقاً بی نام منطقه جنوبگان بریتانیاست.

## تاریخچه
در ۱۸ دسامبر ۲۰۱۲، به مناسبت بازدید علیاحضرت ملکه از وزارت امور خارجه بریتانیا در لندن اعلام شد که یک سرزمین ۱۶۹ هزار مایلی از منطقه جنوبگان بریتانیا به نام سرزمین ملکه الیزابت شده است. ویلیم هیگ وزیر امور خارجه گفت این «ادای احترامی شایسته در پایان سال جوبیلی الماسی علیاحضرت است.»

## وصف

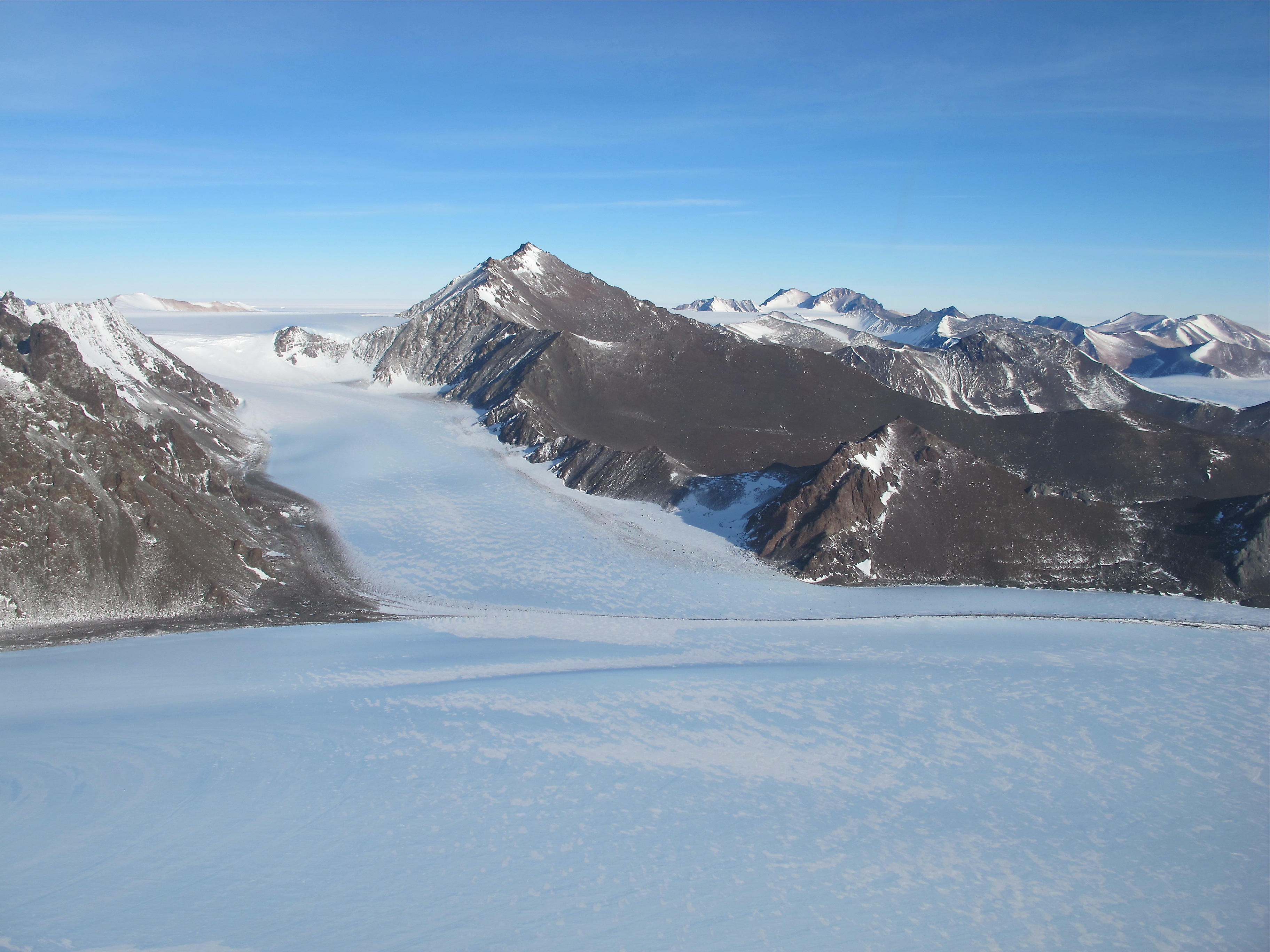
سرزمین ملکه الیزابت

سرزمین ملکه الیزابت حدوداً دو برابر اندازه پادشاهی متحد است.